# Вашингтон Пастор, Карлос
Карлос Вашингтон Пастор (исп. Carlos Washington Pastor; 1924, Вилья-Мерседес, Аргентина — 9 января 2012, Буэнос-Айрес, Аргентина) — аргентинский военный и государственный деятель, министр иностранных дел Аргентины (1978—1981).

## Биография
В 1948 г. окончил военное авиационное училище. Работал в составе миссии в США, был начальником авиаотряда на аэродроме Комодоро-Ривадавия. В 1970 г. получил звание бригадного генерала и служил в качестве руководителя кадровой службы ВВС Аргентины. В 1978—1981 гг. — министр иностранных дел Аргентины, был женат на сестре военного диктатора, президента Хорхе Виделы. На этом посту ему пришлось принимать активное участие в урегулировании приграничного конфликта с Чили и отвечать на международные обвинения в массовых нарушениях прав человека. Ему удалось предотвратить создание комиссии Организации Объединенных Наций по изучению ситуации с соблюдением прав человека в Аргентине.